# Internet Corporation for Assigned Names and Numbers

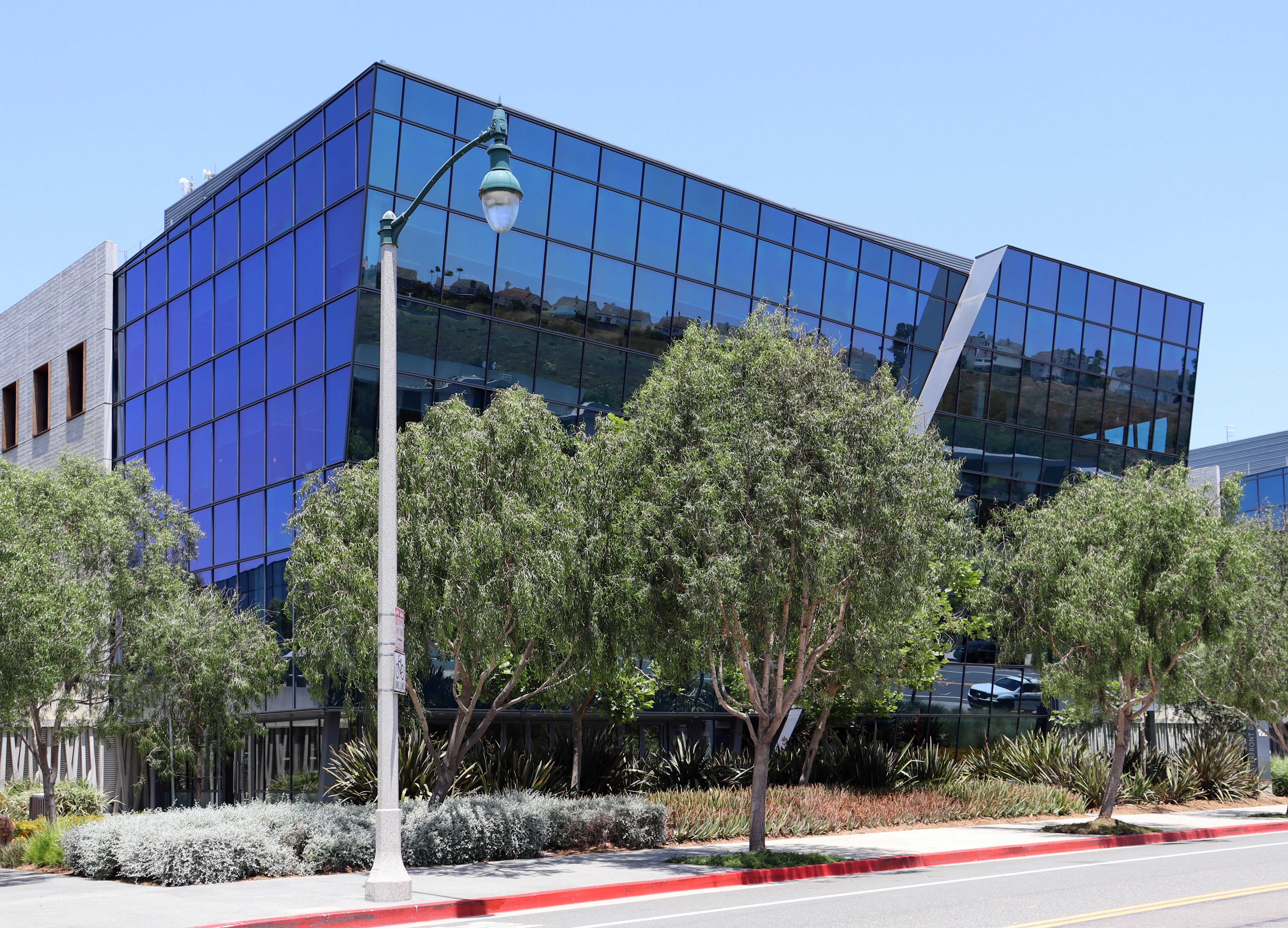
ICANN:s huvudkontor i Playa Vista i västra Los Angeles.

Internet Corporation for Assigned Names and Numbers, förkortat ICANN (engelskt uttal: [aɪkæn]), är en icke vinstinriktad organisation som har yttersta huvudansvaret för IP-protokollen, adressrymden som finns i IP-protokollen, DNS med mera. ICANN arbetar inte med att kontrollera datainnehållet på Internet, till exempel skräppost och bedrägerier.
Organisationen grundades 18 september 1998. Ansvaret för dessa områden låg tidigare hos myndigheter i USA, vilka i sin tur delegerade verksamheten till organisationen IANA. Innan ICANN övertog ansvaret kritiserades de dåvarande ansvariga organisationerna för hemlighetsmakeri och för att inte tillåta internationell inblick i verksamheten.